# Mesopsocoides
Mesopsocoides – wymarły rodzaj owadów z rzędu psotników i rodziny środolnikowatych, obejmujący tylko jeden znany gatunek: Mesopsocoides dupei.
Gatunek i rodzaj opisane zostały w 2014 roku przez Dany’ego Azara, André Nel i Vincenta Perrichota. Takson opisano na podstawie pojedynczej samicy zachowanej w bursztynie wandejskim, znalezionym we francuskim La Robinière. Datowany jest on na kredę późną, na okres między środkowym cenomanem a wczesnym santonem. Nazwa rodzajowa nawiązuje do Mesopsocus – nazwy innego rodzaju psotników. Epitet gatunkowy nadano na cześć André Dupé, który brał udział w pozyskiwaniu bursztynu.
Rodzaj ten różni się od Mesopsocus obecnością sensillum placodeum na szóstym członie biczyka czułków. Samica jedynego znanego gatunku miała 13-członowe czułki o długości 1,17 mm oraz 4-członowe głaszczki szczękowe. Skrzydła przedniej pary miały 1,44 mm długości i 0,54 mm szerokości; były przezroczyste, a ich pterostygma pozbawiona była tylnych kątów. Tylna para skrzydeł, również przezroczysta, cechowała się długą, zakrzywioną, podążającą wzdłuż krawędzi skrzydła żyłką analną oraz miejscowym zlaniem się w części nasadowej żyłek: radialnej i M+Cu (połączonej medialnej i kubitalnej). Odnóża cechowały się trójczłonowymi stopami, obecnością przedwierzchołkowego ząbka na przedstopiach oraz szczeciniastym, nieco falistym i powiększonym u szczytu pulvillusem. Jej płytka subgenitalna miała wyraźne przewężenie. Walwy zewnętrznej pary charakteryzował jajowaty kształt.